# Червино (Казерта)
Червино (итал. Cervino) је насеље у Италији у округу Казерта, региону Кампанија.
Према процени из 2011. у насељу је живело 1942 становника. Насеље се налази на надморској висини од 126 м.

## Становништво
Према резултатима пописа становништва 2011. у општини је живело 5.024 становника.
| 1951. | 1961. | 1971. | 1981. | 1991. | 2001. | 2011. |
| ----- | ----- | ----- | ----- | ----- | ----- | ----- |
| 4.248 | 4.484 | 4.175 | 4.382 | 4.770 | 5.016 | 5.024 |